# Ulli Wittich-Großkurth
Ulli Wittich-Großkurth (* 17. Juni 1932 in Jena) ist eine deutsche Keramikerin und Kunsthandwerkerin.

## Leben
Ulli Großkurth absolvierte nach der Volksschule den Besuch der Universitätsschule Jena bei Peter Petersen. Von 1947 bis 1950 erlernte sie bei dem Töpfermeister Walter Gebauer in Bürgel den Beruf der Scheibentöpferin. Von 1950 bis 1953 besuchte sie die Fachschule für angewandte Kunst in Erfurt. Von 1954 bis 1957 besuchte sie einen Meisterlehrgang bei Gebauer, den sie mit dem Erhalt des Meisterbriefs beschloss. Seit 1957 war sie freischaffend in ihrer eigenen Werkstatt „Töpferklause“ in Jena-Winzerla tätig. Es erfolgte der Eintrag in die Handwerkerrolle, und seit 1958 trug sie den Titel "Anerkannte Kunsthandwerkerin". Im gleichen Jahr wurde sie Mitglied im Verband Bildender Künstler der DDR (VBK). Von 1962 bis 1970 hatte sie den Vorsitz der Sektion Kunsthandwerk/Formgestaltung im Bezirk Gera des VBK inne. Von 1968 bis 1974 war Wittich-Großkurth Vorstandsmitglied des VBK im Bezirk Gera und Mitglied des Zentralvorstands der DDR. Seit 1974 war sie auch Mitglied des Beirats für Kunsthandwerk beim Ministerium für Kultur. Von 1977 bis 1979 war sie Lehrbeauftragte an der Hochschule für industrielle Formgestaltung Halle, Burg Giebichenstein. 1978 gehörte sie zu den Mitbegründern der zentralen Arbeitsgruppe Keramik im VBK der DDR.
Ihre Schüler waren u. a. Andreas Greiner-Napp, Annette und ihr Sohn Lorenz Wittich (* 1966), Franziska Munkelt (* 1968) und Sabine Eichelberger.
Für ihre eigene künstlerische Entwicklung fühlt sie sich dem einstigen Vorsitzenden des Künstlerverbandes der DDR verbunden, dem Maler Willi Sitte. Sie schätzt seine Verdienste auf bildkünstlerischem Gebiet. 1990 war sie Mitbegründerin der Töpferinnung Thüringen und des Verbandes Bildender Künstler Thüringens. Sie war auch Begründerin des Bundes Thüringer Kunsthandwerker e.V. und Erste Vorsitzende des Bundes deutscher Kunsthandwerker Frankfurt/Main. 2010 wurde sie zum Jurymitglied für das Internationale Keramik-Symposium in südthüringischen Römhild berufen.
Studienreisen führten sie nach Ungarn, UdSSR, Bulgarien, Polen, CSSR und 1978 nach Italien. 1981 reiste sie nach Frankreich, 1983 und 1984 in die Bundesrepublik Deutschland. An einigen Internationalen Symposien nahm Großkurth teil: 1973 in Siklós / Ungarn, 1974 in Subotica / Jugoslawien, 1975 in Römhild / DDR.
Sie hatte eine bedeutende Anzahl von Personalausstellungen und Ausstellungsbeteiligungen, u. a. 1962/1963, 1967/1968, 1977/1978, 1982/1983 und 1987/1988 an den Deutschen Kunstausstellungen bzw. Kunstausstellungen der DDR in Dresden.
Ulli Wittich-Großkurth ist Mitglied der Gesellschaft zum Schutz von Bürgerrecht und Menschenwürde (GBM) und hat in den Berliner Räumen der GBM 2011 eine Ausstellung ihrer Keramiken gezeigt. Sie engagiert sich im Protest gegen den Neonazismus in Deutschland. Im Auftrag des GBM-Bundesvorstands schuf sie 2012 den Friedenspreis der GBM und des Europäischen Friedensforums, der am 15. Februar 2012 an das Aktionsbündnis »Dresden Nazifrei« übergeben wurde.

## Ehrungen
- 1964 bis 1966 drei Diplome in Faenza
- 1968 Handwerkernadel in Silber
- 1969 Aktivist der Sozialistischen Arbeit
- 1969 Anerkennung des Ministeriums für Kultur im Wettbewerb „Kleinplastik“
- 1974 Kunstpreis der Stadt Gera
- 1974 II. Preis der Ersten Quadriennale des Kunsthandwerks sozialistischer Länder in Erfurt
- 1975 Eintragung ins Ehrenbuch der Stadt Jena
- 1979 Diplome der Keramik-Biennalen Sopot / Polen und Ulaanbaatar / Mongolei
- 1981 Verdienstmedaille der DDR

## Werke (Auswahl)
- Freundliches Begegnen (Medaille; von der Porzellanmanufaktur Meißen hergestellt in braunem Böttger-Steinzeug, 1974)[2]
- Deckelvase mit Wickeldekor (Fayence, 1974; Kunstgewerbemuseum Dresden)[3]
- Pokal (Fayence, 1974; Kunstgewerbemuseum Dresden)[4]
- Taubenlichtkasten und Deckelvase (mit blau-weißer Seidenglanz-Tonglasur und Wickeldekor, 1974; Schloss Molsdorf, Erfurt)[5]
- Frucht (Keramik, gewickelt & frei aufgebaut, 1976)[6]

## Personalausstellungen der jüngsten Zeit (Auswahl)
- 1979: Berlin, Studio-Galerie („Keramische Schöpfungen einer Meisterin und Arbeiten ihrer Lehrlinge“)
- 1992: Gera, Museum für Angewandte Kunst; Rudolstadt, Landesmuseum Heidecksburg und Sondershausen, Schlossmuseum („Keramik aus Leidenschaft“)
- 2010/2011: Bürgel, Keramikmuseum („Retrospektive“)
- 2015: Römhild („Spätlese. Ulli Wittich-Großkurth – Keramik aus sieben Jahrzehnten“)
- 2023: Jena, Stadtmuseum ("Ich wollte immer nur spielen")